# Чёрный батальон
«Чёрный батальон» (оригинальное название: чеш. Cerný prapor, «Чёрный флаг») — чехословацкий художественный фильм, снятый режиссёром Владимиром Чехом на студии «Баррандов» в 1958 году.

## Сюжет
1951 год. Чехословакия. В аэропорту Праги совершил посадку спецрейс из Вьетнама. На его борту граждане Чехословакии, воевавшие ранее на французской стороне в составе Иностранного Легиона в Индокитае и перешедшие затем на сторону Вьетминя.
Их встречают немногие родственники и знакомые. Озабоченная женщина не находит среди пассажиров своего сына Вацлава и обращается к двум бывшим легионерам, которые в ответ интересуются откуда её сын. Она сообщает им, что Вацлав родом из Пльзени. Легионеры знают только одного из своих боевых соратников из Пльзени — лейтенанта Вольфа. Услышав это, женщина шокирована и постоянно повторяет: «Лейтенант Вольф…, лейтенант Вольф…», ведь Рудольф Вольф — это немец, бывший лейтенант СС, убийца отца и сестры Вацлава во время Второй мировой войны.
Далее сюжет фильма возвращается на некоторое время назад и повествует драматическую историю о буднях солдат из французского Иностранного Легиона во время Первой индокитайской войны во Вьетнаме, и о том, как там в одном подразделении легионеров встретились Вацлав Малы и Рудольф Вольф…

## В ролях
- Ярослав Мареш — Вацлав Малы
- Франтишек Петерка — Пётр
- Гюнтер Зимон — Герхард
- Ладислав Худик — майор
- Ханньо Хассе — Рудольф Вольф, бывший лейтенант СС
- Тадеуш Шмидт — Тадеуш
- Ежи Душиньский — Антек
- Мириам Хинкова — девушка
- Милош Ваврушка —
- Зденек Кризанек — Кетхем, командир
- Курт Олигмюллер — Сторч, сержант
- Джами Бланк — адъютант
- Карел Елинек — Джокер
- Мария Брожова — мать Вацлава
- Карел Мейстер — врач
- Рудольф Дейл — отец Петра
- Штефан Булейко — Лорд
- Владимир Брабец